# فهرست نبردهای شاهنشاهی صفوی
این مقاله فهرستی از جنگ‌ها و نبردهای شاهنشاهی صفوی با دولت‌های همسایه می‌باشد.

## فهرست
| سال                       | نام نبرد                          | مکان                 | شاهنشاه صفوی     | مخالفان           | پادشاه دشمن     | نتیجه       |
| ------------------------- | --------------------------------- | -------------------- | ---------------- | ----------------- | --------------- | ----------- |
| ۸۸۲ تا ۸۸۹                | جنگ‌های ایران و ازبکان             | خراسان بزرگ          | شاه اسماعیل یکم  | شیبانیان          | شیبک خان        | پیروزی      |
| مرداد ۸۹۳                 | جنگ چالدران                       | آذربایجان غربی       | شاه اسماعیل یکم  | امپراتوری عثمانی  | سلطان سلیم یکم  | شکست        |
| ۹۳۴–۹۱۱ خورشیدی           | جنگ ایران و عثمانی (۱۵۵۵–۱۵۳۲)    | میان‌رودان، ارمنستان  | شاه تهماسب یکم   | امپراتوری عثمانی  | سلیم یکم        | شکست        |
| ۹۶۰–۹۵۷ خورشیدی           | جنگ ایران و عثمانی (۱۵۹۰–۱۵۷۸)    | میان‌رودان، قفقاز     | شاه محمد خدابنده | امپراتوری عثمانی  | مراد سوم        | شکست        |
| ۹۸۲ خورشیدی               | فتح تبریز (۱۶۰۳)                  | تبریز                | شاه عباس بزرگ    | امپراتوری عثمانی  | احمد یکم        | پیروزی      |
| مرداد ۹۸۳ خورشیدی         | نبرد ارومیه                       | نزدیک دریاچه ارومیه  | شاه عباس بزرگ    | امپراتوری عثمانی  | احمد یکم        | پیروزی      |
| ۹۹۵ خورشیدی               | نبرد گوگجه                        | ارمنستان، گرجستان    | شاه عباس بزرگ    | امپراتوری عثمانی  | احمد یکم        | پیروزی      |
| ۱۰۰۱ خورشیدی              | حمله به پرتغال                    | جزیره هرمز           | شاه عباس بزرگ    | امپراتوری پرتغال  | خوان چهارم      | پیروزی      |
| ۱۰۰۱–۱۰۰۰ خورشیدی         | جنگ ایران و گورکانیان (۱۶۲۳–۱۶۲۲) | افغانستان            | شاه عباس بزرگ    | امپراتوری گورکانی | جهانگیرشاه      | پیروزی      |
| بهمن ۱۰۰۱ خورشیدی         | فتح بغداد (۱۶۲۳)                  | بغداد                | شاه عباس بزرگ    | امپراتوری عثمانی  | مراد چهارم      | پیروزی      |
| آبان ۱۰۰۴ خورشیدی         | نبرد بغداد (۱۶۲۵)                 | بغداد، بصره          | شاه عباس بزرگ    | امپراتوری عثمانی  | مراد چهارم      | پیروزی      |
| ۱۰۰۸–۱۰۱۰ خورشیدی         | جنگ ایران و عثمانی (۱۶۲۹–۱۶۳۱)    | آذربایجان، بغداد     | شاه صفی          | امپراتوری عثمانی  | مراد چهارم      | پیروزی      |
| ۱۰۱۳–۱۰۱۵ خورشیدی         | جنگ ایران و عثمانی (۱۶۳۴–۱۶۳۶)    | تبریز                | شاه صفی          | امپراتوری عثمانی  | مراد چهارم      | شکست        |
| ۱۰۱۷ خورشیدی              | سقوط بغداد (۱۶۳۸)                 | بغداد                | شاه صفی          | امپراتوری عثمانی  | مراد چهارم      | شکست        |
| ۱۰۳۲–۱۰۳۰ خورشیدی         | جنگ ایران و روسیه (۱۶۵۳–۱۶۵۱)     | داغستان، قفقاز شمالی | شاه عباس دوم     | روسیه تزاری       | الکسیس یکم      | پیروزی      |
| ۱۰۳۲–۱۰۲۸ خورشیدی         | جنگ ایران و گورکانیان (۱۶۵۳–۱۶۴۹) | پاکستان، افغانستان   | شاه عباس دوم     | امپراتوری گورکانی | شاه‌جهان         | پیروزی      |
| ۱۰۸۸–۱۱۰۱ خورشیدی         | جنگ صفویان و هوتکیان              | اصفهان، افغانستان    | شاه سلطان حسین   | هوتکیان           |                 | تغییر حکومت |
| ۱۱۰۳–۱۱۰۱ خورشیدی         | جنگ ایران و روسیه (۱۷۲۳–۱۷۲۲)     | شمال ایران و قفقاز   | شاه تهماسب دوم   | امپراتوری روسیه   | پتر یکم         | شکست        |
| هوتکیان (۱۰۸۸–۱۱۱۷)       |                                   |                      |                  |                   |                 |             |
| ۱۱۰۱–۱۱۰۶ خورشیدی         | جنگ خاندان هوتکی و عثمانی         | آذربایجان، قفقاز     | اشرف افغان       | امپراتوری عثمانی  | احمد سوم        | پیروزی      |
| بازگشت صفویان (۱۱۰۸–۱۱۱۵) |                                   |                      |                  |                   |                 |             |
| مرداد ۱۱۰۸ خورشیدی        | بازگشت صفویان                     | ایران                | شاه تهماسب دوم   | هوتکیان           | اشرف افغان      | پیروزی      |
| ۱۱۱۳–۱۱۰۰ خورشیدی         | جنگ ایران و عثمانی (۱۷۳۵–۱۷۳۰)    | قفقاز، میان‌رودان     | شاه تهماسب دوم   | امپراتوری عثمانی  | سلطان محمود یکم | پیروزی      |

## نگارخانه

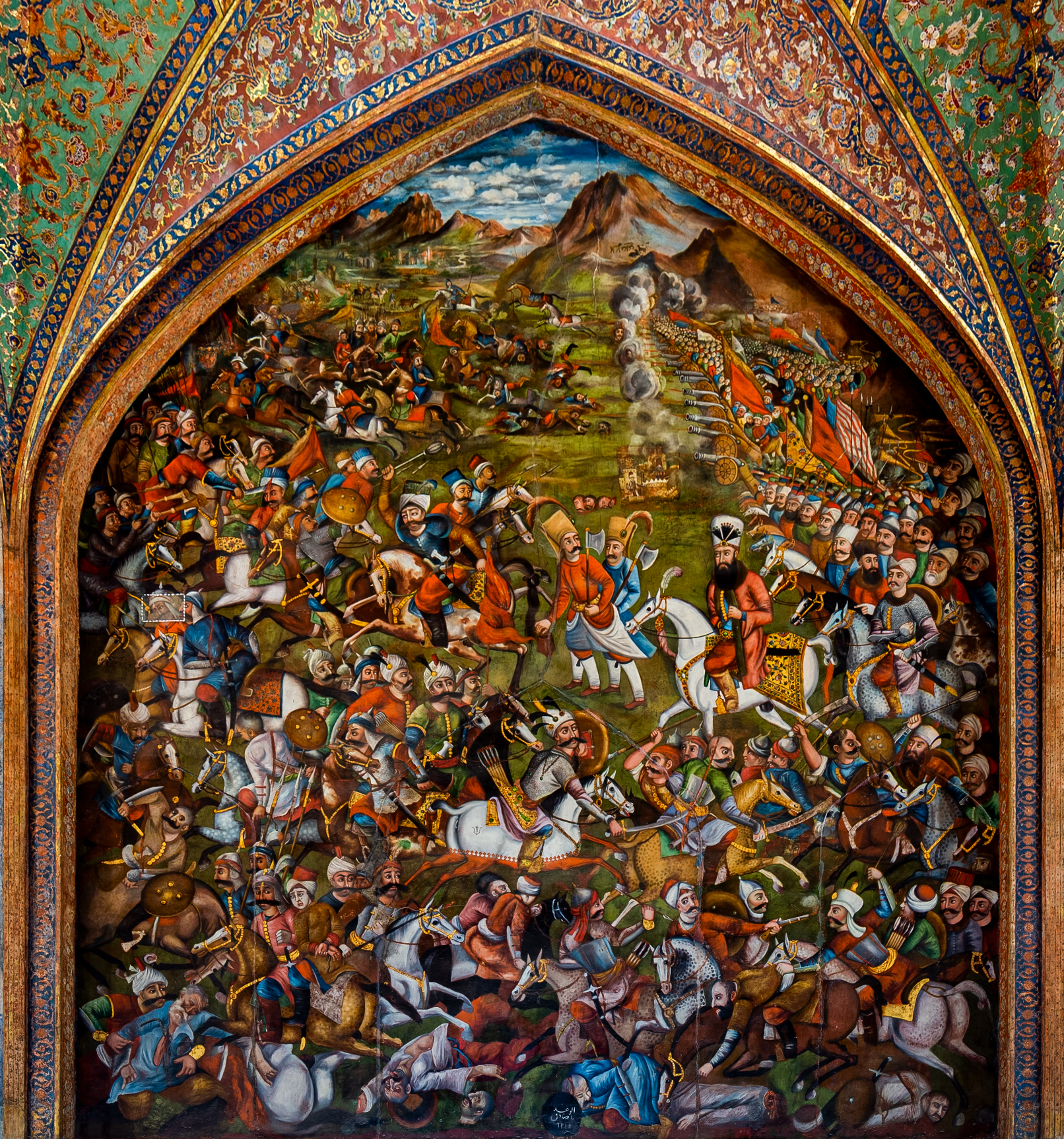
نگاره نبرد چالدران در سالن اصلی چهل ستون
(شهیدگاه) آرامگاه کشته‌شدگان جنگ چالدران در اردبیل
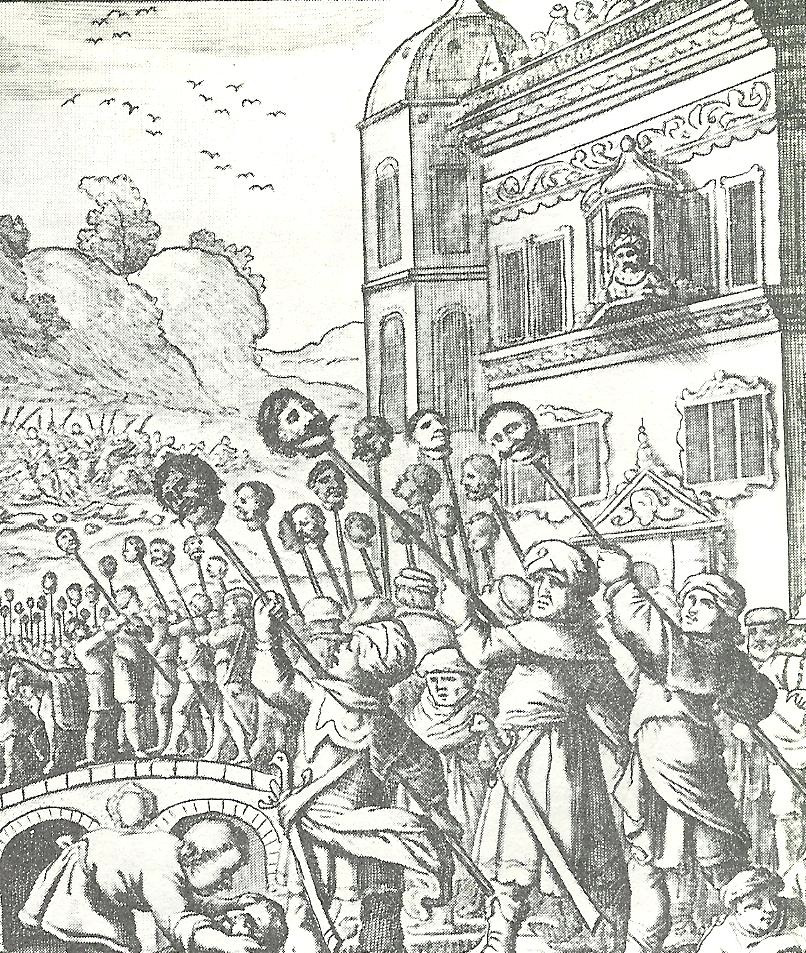
استقبال مردم تبریز از سپاه شاه عباس بزرگ طی فتح تبریز (۱۶۰۳)
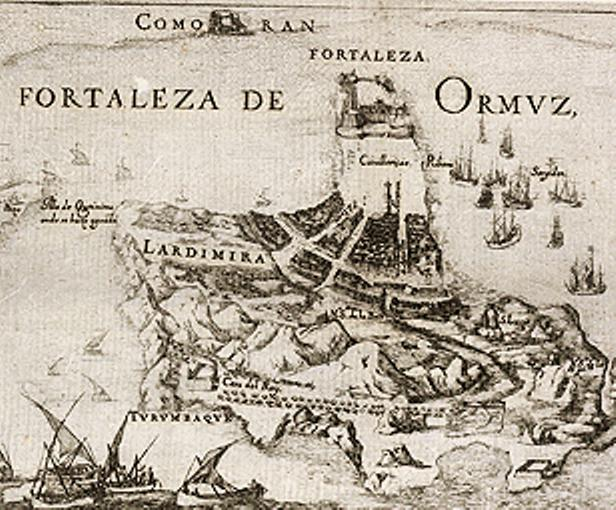
نیروهای ایران در فتح هرمز در سال ۱۶۲۲.
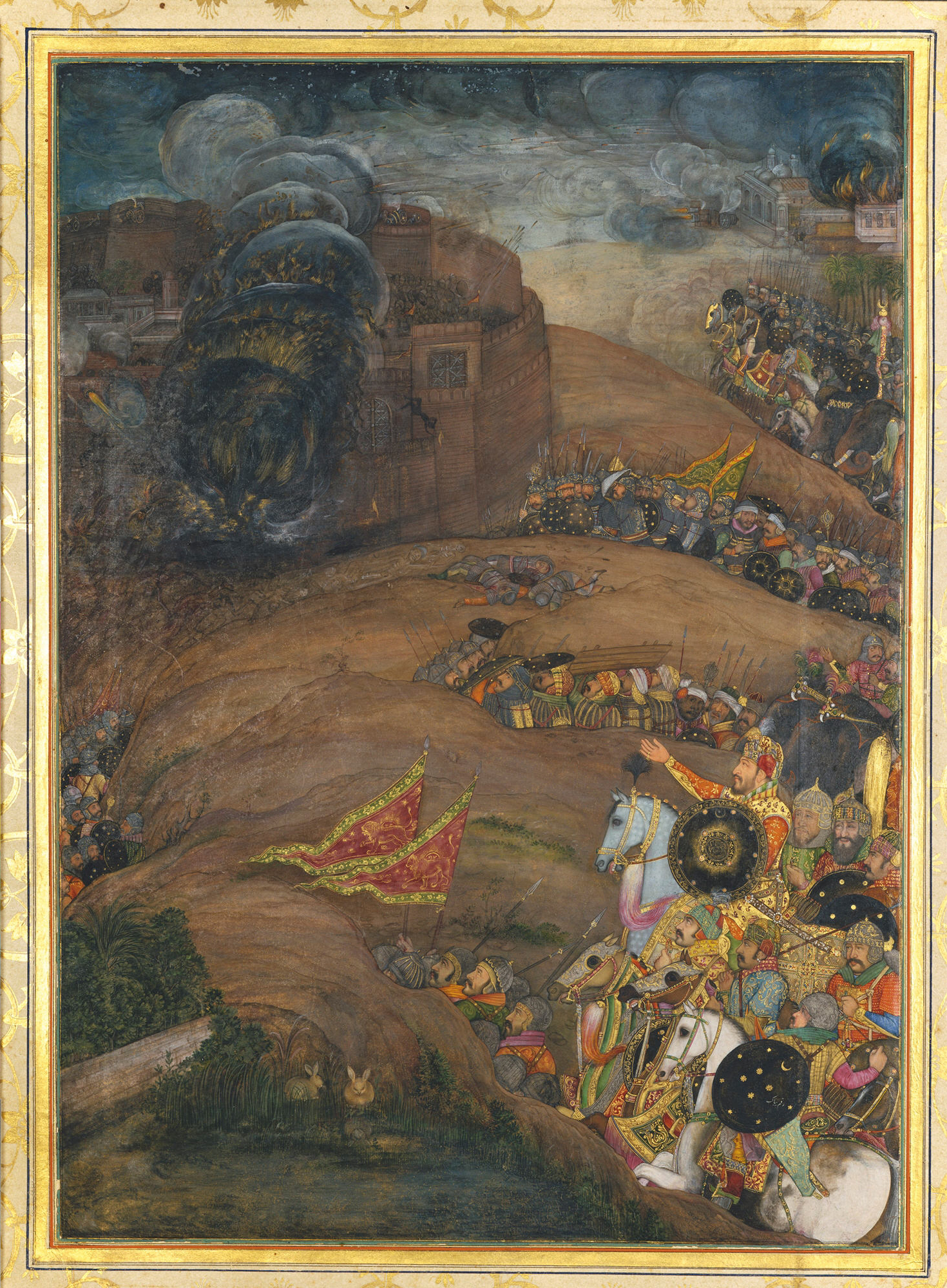
مینیاتوری از پادشاهنامه در رابطه با محاصره قندهار